# Amallothrix falcifer
Amallothrix falcifer is een eenoogkreeftjessoort uit de familie van de Scolecitrichidae. De wetenschappelijke naam van de soort is voor het eerst geldig gepubliceerd in 1926 door Farran.